# Helena Dalli
Helena Dalli (Zabbar, 29 settembre 1962) è una politica maltese, commissario europeo per l'uguaglianza nella Commissione von der Leyen I dal 2019 al 2024. Dalli è membro del Partito Laburista.

## Biografia
Nata Helena Abela, è sposata e ha due figli. Nel 1979 fu eletta Miss Malta. Nel 1984 è apparsa nel film Final Justice diretto da Greydon Clark. 
Ha conseguito un dottorato in sociologia politica e tiene lezioni di sociologia economica e politica, politica pubblica e sociologia del diritto presso l'Università di Malta.

### Segretaria parlamentare
Nel 1996 è stata eletta al parlamento di Malta e nominata segretaria parlamentare per i diritti della donna nell'ufficio del primo ministro. È stata rieletta durante le cinque elezioni successive, rendendola la seconda donna più eletta nella storia politica maltese.
Durante i suoi due anni di permanenza in carica, ha proposto una legge sugli asili (Childcare bill) per regolare i servizi per l'infanzia sia nel settore pubblico che privato, e si è presa cura della redazione della legge sulla parità di genere con l'assistenza del Programma di sviluppo delle Nazioni Unite. Dalli ha anche lanciato il primo libro bianco di Malta sulla violenza domestica.

### Ministro
Durante la legislatura 2013-2017 è stata nominata Ministra del dialogo sociale, degli affari dei consumatori e delle libertà civili. Sotto la sua direzione, il governo maltese ha introdotto diverse leggi e politiche per rafforzare il quadro della parità e dei diritti umani, tra cui una legge sulle unioni civili e l'ampliamento delle protezioni antidiscriminazione nella costituzione maltese per coprire i motivi dell'identità di genere e orientamento sessuale.
Nell'aprile 2015 ha presentato una legge che stabilisce diritti di ampio respiro per le persone transgender e intersessuali . Il Gender Identity Gender Expression and Sex Characteristics Act prevede un diritto all'identità di genere e il riconoscimento del proprio genere autodeterminato sui documenti ufficiali e riconosce il diritto all'integrità corporea e all'autonomia fisica. Questa è stata la prima legge al mondo a proteggere i diritti delle persone intersessuali . L'anno seguente ha promosso un disegno di legge che ha portato al divieto della terapia di conversione a Malta, una prima in Europa.
Durante la stessa legislatura ha introdotto un fondo nazionale per il congedo di maternità a cui tutti i datori di lavoro contribuiscono indipendentemente dal genere dei loro dipendenti, al fine di proteggere le donne dalla discriminazione durante il processo di assunzione.

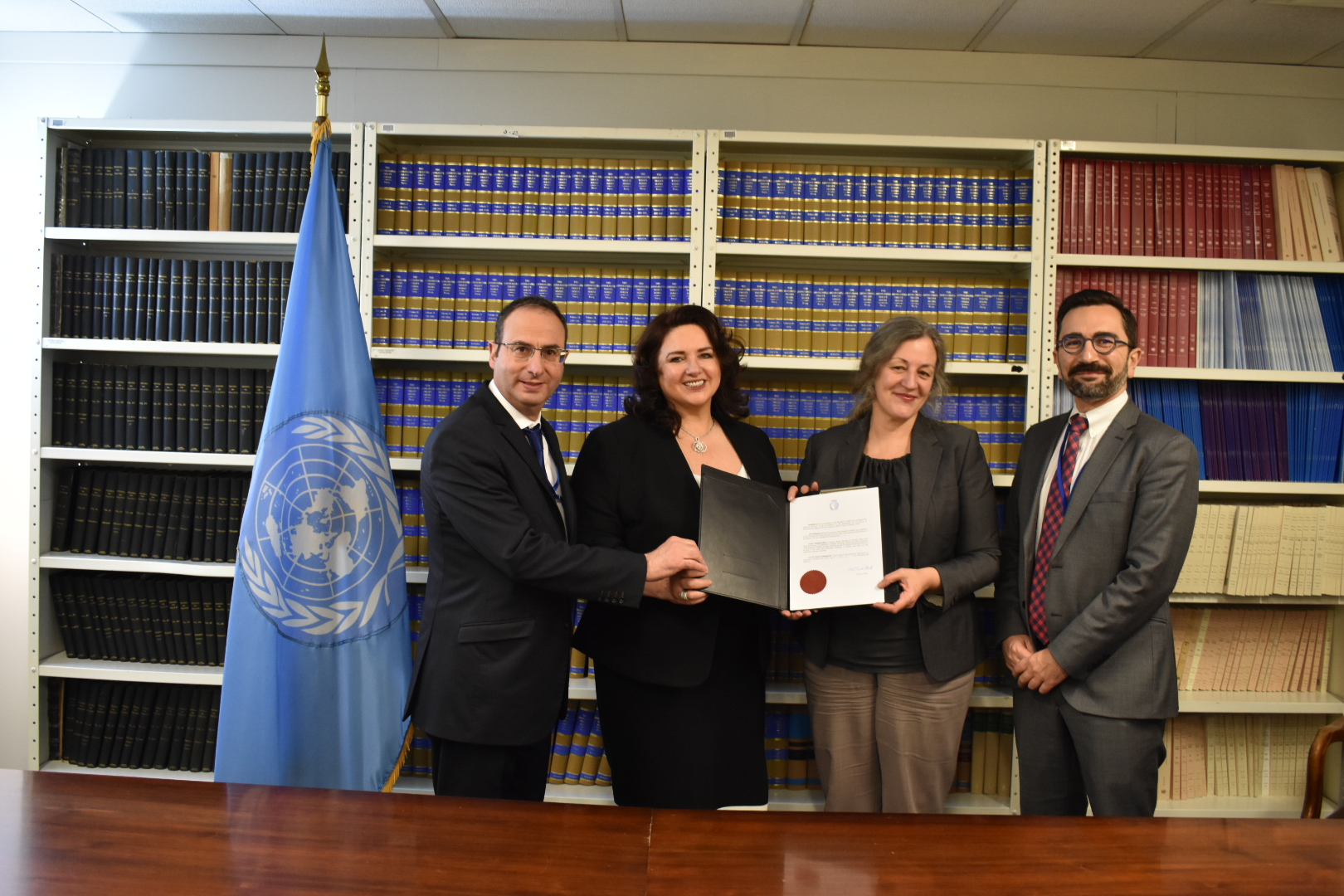
Ratifica del protocollo (facoltativo) alla CEDAW (marzo 2019)

Nel 2015 ha guidato il processo per l'istituzione della Giornata internazionale delle donne e delle ragazze nella scienza, che le Nazioni Unite commemorano ora ogni anno l'11 febbraio. Dalli è stata anche determinante per la riforma della Malta Medicines Authority.
È stata rieletta in due distretti nelle elezioni generali del 2017 . All'inizio della nuova sessione, ha presentato al Parlamento un disegno di legge per introdurre il matrimonio egualitario (matrimonio omosessuale). Il suo lavoro nel settore dell'uguaglianza ha portato Malta a diventare il paese che offre la migliore protezione legale e uguaglianza per le persone LGBTIQ in Europa. Di conseguenza, Malta ha mantenuto il primo posto dell'indice dei paesi ILGA-Europa per quattro anni consecutivi.

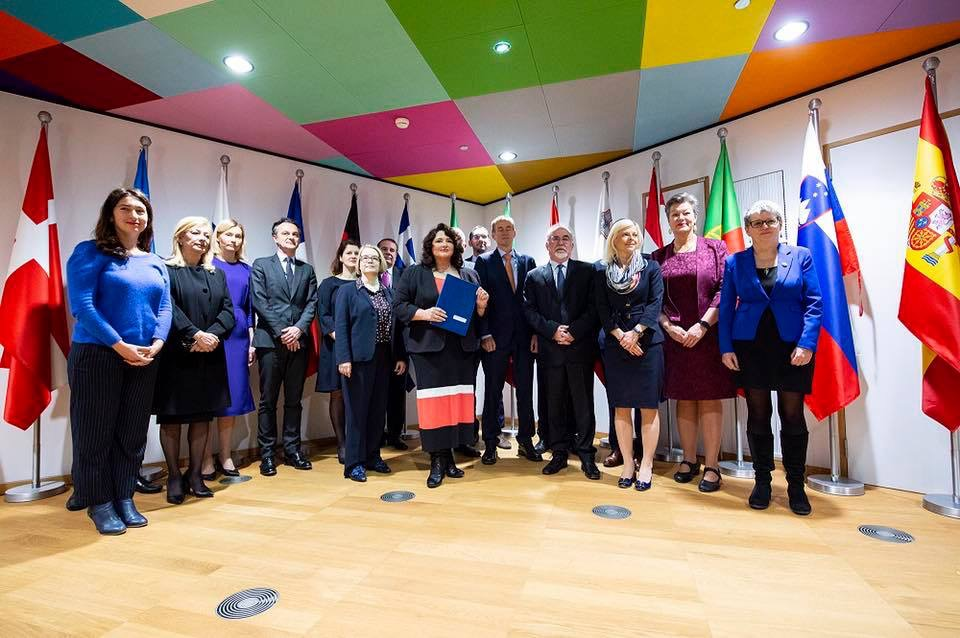
Invito a presentare un seguito della Commissione europea all'elenco delle azioni LGBTI (dicembre 2018)

In entrambi i periodi come ministro ha lavorato per migliorare le strutture per i diritti umani e l'uguaglianza di Malta e la loro indipendenza, nonché per il dialogo con la società civile e le parti sociali. In considerazione di ciò, ha istituito una direzione per i diritti umani e l'uguaglianza, responsabile della politica del governo in materia di uguaglianza e integrazione di genere, uguaglianza LGBTIQ, integrazione dei migranti e antirazzismo. Ha inoltre istituito un Consiglio consultivo LGBTIQ, un Consiglio consultivo per i diritti delle donne e un Forum sugli affari dell'integrazione. A seguito di un lungo processo di consultazione in più fasi, ha presentato una proposta di legge sull'uguaglianza e una proposta di Commissione per i diritti umani e l'uguaglianza che mirano a stabilire i più alti standard in termini di antidiscriminazione e uguaglianza in tutte le sfere della vita e la creazione di un'istituzione nazionale indipendente per i diritti umani in linea con i principi di Parigi delle Nazioni Unite e le direttive dell'Unione Europea sulla parità.
A seguito delle elezioni europee del 2019 è stata nominata dal governo del primo ministro Joseph Muscat come candidata di Malta per la prossima Commissione europea .
Nel 2021 la commissione UE dopo aver presentato le linee guida sulla comunicazione (in cui tra altre cose si raccomandava di non usare l'espressione "Periodo di Natale" ma di sostituirla con "periodo festivo" al fine di non offendere coloro che non sono cristiani e dimostrare che la Europa è inclusiva e non discrimina altre religioni) ha ritenuto opportuno ritirarle.
L'iniziativa aveva infatti causato un'ondata di polemiche: il documento sostanzialmente negava le origini Cristiane dell'Europa in nome dell'ideologia del politicamente corretto. La Dalli in quanto commissaria all'Uguaglianza ha sostenuto che il documento doveva essere meglio elaborato perché non ancora maturo.

### Controversie
Nel Novembre 2021 ha scritto delle linee guida secondo cui invitava, con il pretesto dell'inclusività, a non utilizzare le parole come Natale e nomi cristiani come Maria nei comunicati stampa, sui social, ecc.. in relazione alla comunicazione della commissione UE.  I suoi accusatori la incolparono di aver vietato l'utilizzo di tali parole quando in realtà si trattava, seppur di una posizione controversa, non di imposizione ma di linee guida.  Dopo le numerose critiche subite ha ritirato il testo.
Nel 2022 una donna americana in vacanza a Malta ha rischiato di morire per complicanze dovute al rifiuto di praticarle un aborto (necessario a livello medico) nonostante la Dalli avesse garantito tale diritto nella propria nazione, e a tal proposito le è stata fatta un'interrogazione nel parlamento europeo. 

## Riconoscimenti
Nel 2016 è stata la prima candidata maltese e vincitrice dell'European Diversity Award per il suo lavoro sui diritti umani e l'uguaglianza a livello locale e internazionale.
Nel 2019 ha ricevuto, a nome di Malta, il premio Diversa Internacional dall'Associazione spagnola di avvocati e avvocati contro i crimini d'odio, in riconoscimento del suo lavoro per l'uguaglianza sia sul fronte nazionale che su quello internazionale.